# 양양군의회
양양군의회는 강원특별자치도 양양군 지역을 관할하는 기초의회이다.